# Kitty Lange Kielland
Christine (dite Kitty) Lange Kielland est une artiste peintre norvégienne née le 8 octobre 1843 à Stavanger et morte le 1er octobre 1914 à Oslo. Elle réalise essentiellement de la peinture de paysages.

## Biographie
Elle est née dans une famille de la bourgeoisie commerçante de Stavanger. Elle est la sœur ainée de l’auteur Alexander Kielland (1849-1906), dont elle est sa vie durant très proche.
Elle commence sa carrière d’artiste vers l’âge de trente ans. Lors d’un voyage, elle rencontre en 1872 le peintre Hans Gude (1825-1903) auprès de qui elle prend des cours particulier de dessin à Karlsruhe. 
Entre 1875 et 1878 elle vit à Munich et fréquente les artistes norvégiens qui résident dans cette ville. Elle se lie d'amitié avec sa compatriote Harriet Backer. En 1878, Kielland et Baker viennent s’installer en France, à Paris. Elle prend des cours à l'Académie Julian puis, en 1883, 1886 et 1887 à l’Académie Colarossi, qui dispense un enseignement mixte. Elle suit également, pendant un temps, les cours du peintre paysagiste Léon Germain Pelouse (1838-1891). C’est en France qu’elle expose pour la première fois ses toiles, dès 1879, au Salon à Paris.
Durant son séjour en France elle voyage en Bretagne. En 1880, elle séjourne à Douarnenez, à l’hôtel du Commerce tenue par une norvégienne, Mme Vedeler. Elle y rencontre le peintre Jules Breton qui l’aide dans son travail. L’été suivant elle se rend à Rochefort-en-Terre avec Harriet Backer et Léon Pelouse, elle y reste jusqu'à décembre 1881. Elle présente, au Salon de 1882, une vue de Rochefort-en-Terre.
Durant ces années passées en France, elle retourne néanmoins régulièrement en Norvège à Jæren, dont les paysages et l’atmosphère l’influencent grandement. Les tourbières de cette région se retrouvent sur plusieurs de ses tableaux.
Elle reçoit de bonnes critiques de son vivant, le journal La Presse écrit en 1882 « Mlle Kielland est un paysagiste de la bonne école ». Dans son dictionnaire, Théodore Véron dit d’elle « Mérite des éloges ».
En parallèle de ses activités artistiques, elle est impliquée dans la défense des droits des femmes elle fait partie du groupe de femmes à l’origine de l’Association des femmes norvégiennes, fondée en 1884.
Elle rejoint, en 1886, un groupe d’artistes regroupés autour de Christian Skredsvig, à la ferme de Fleskum à Baerum près d’Oslo. Elle participe en 1889 à l’exposition universelle de Paris et obtient une médaille d’argent pour son tableau Après la pluie, ce tableau est acheté par la France.
Au début des années 1890, elle retourne définitivement vivre en Norvège, à Kristiana.
En 1899 a lieu sa première exposition personnelle à Kristiana, il y en aura deux autres de son vivant, en 1904 et 1911. En 1908, elle reçoit des mains d’Haakon VII la médaille d’or du mérite du Roi « Kongens fortjenstmedalje ».
En 1905, le tableau Aftenlandskap, fra Stokkavannet (1890) est offert à la Reine Maud en l’honneur de son arrivée en Norvège.
Elle termine sa vie dans un hôpital d’Oslo atteinte de démence sénile. Elle est enterrée au cimetière de Notre-Sauveur au centre d’Oslo.

## Œuvres

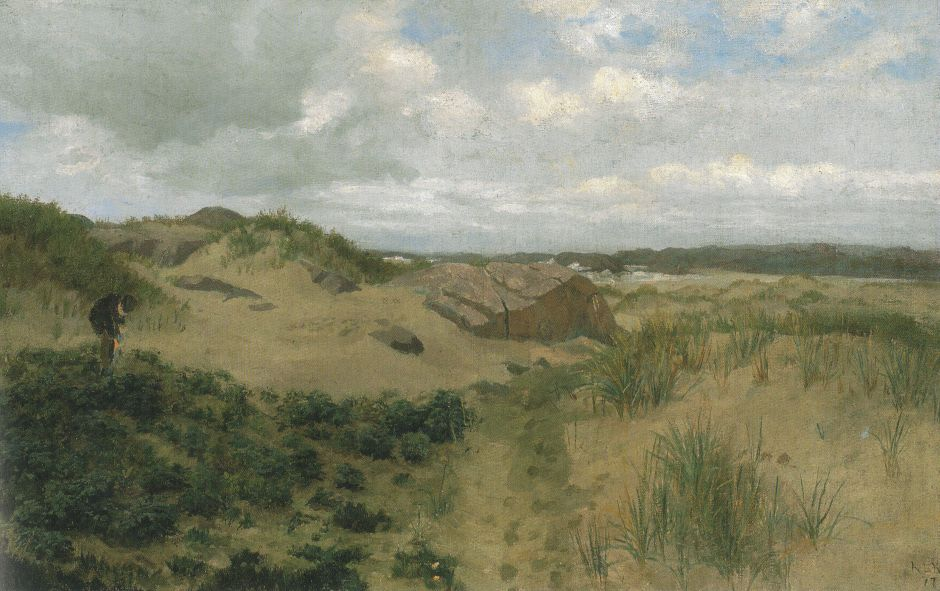
Kystlandskap, 1878
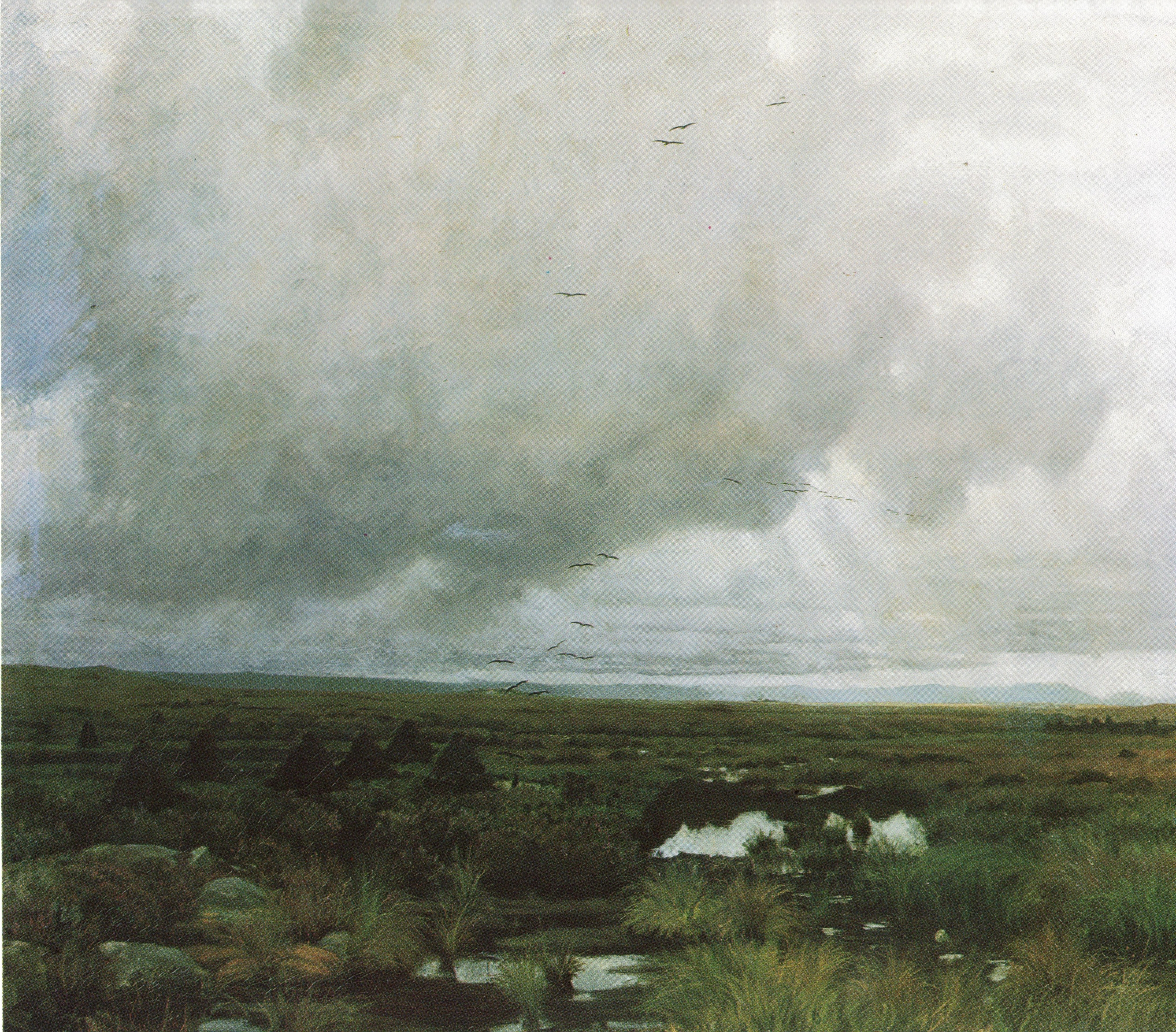
Torvmyr, 1880
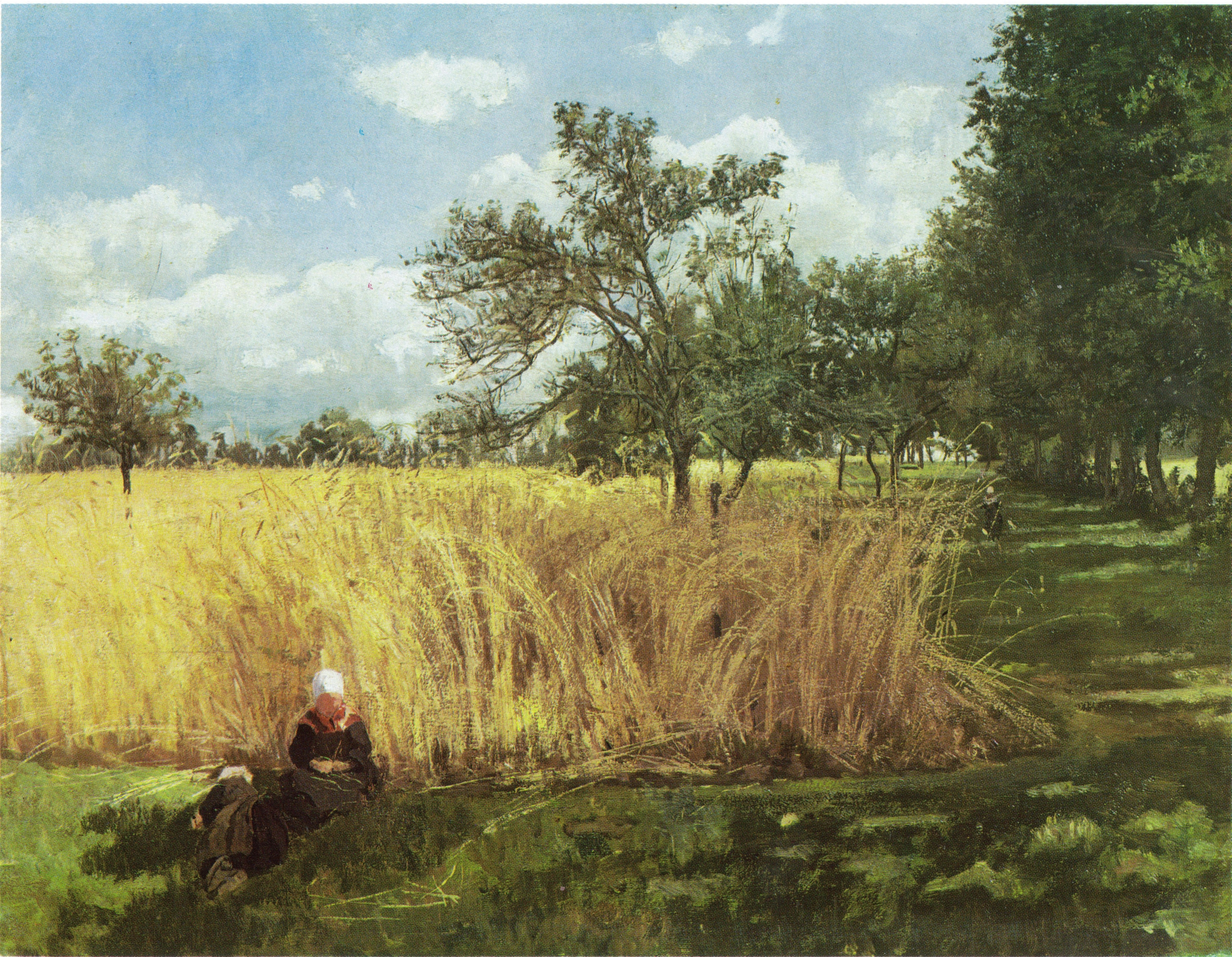
Kornåker i Rochefort, vers 1881
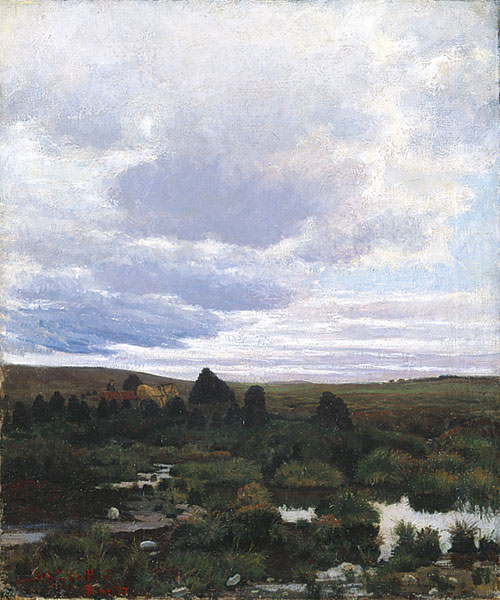
Peat Bogs on Jæren, 1882
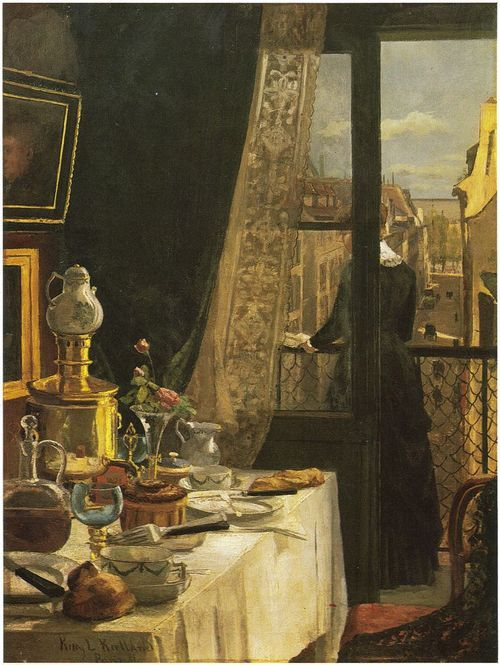
Paris Interiør, 1883
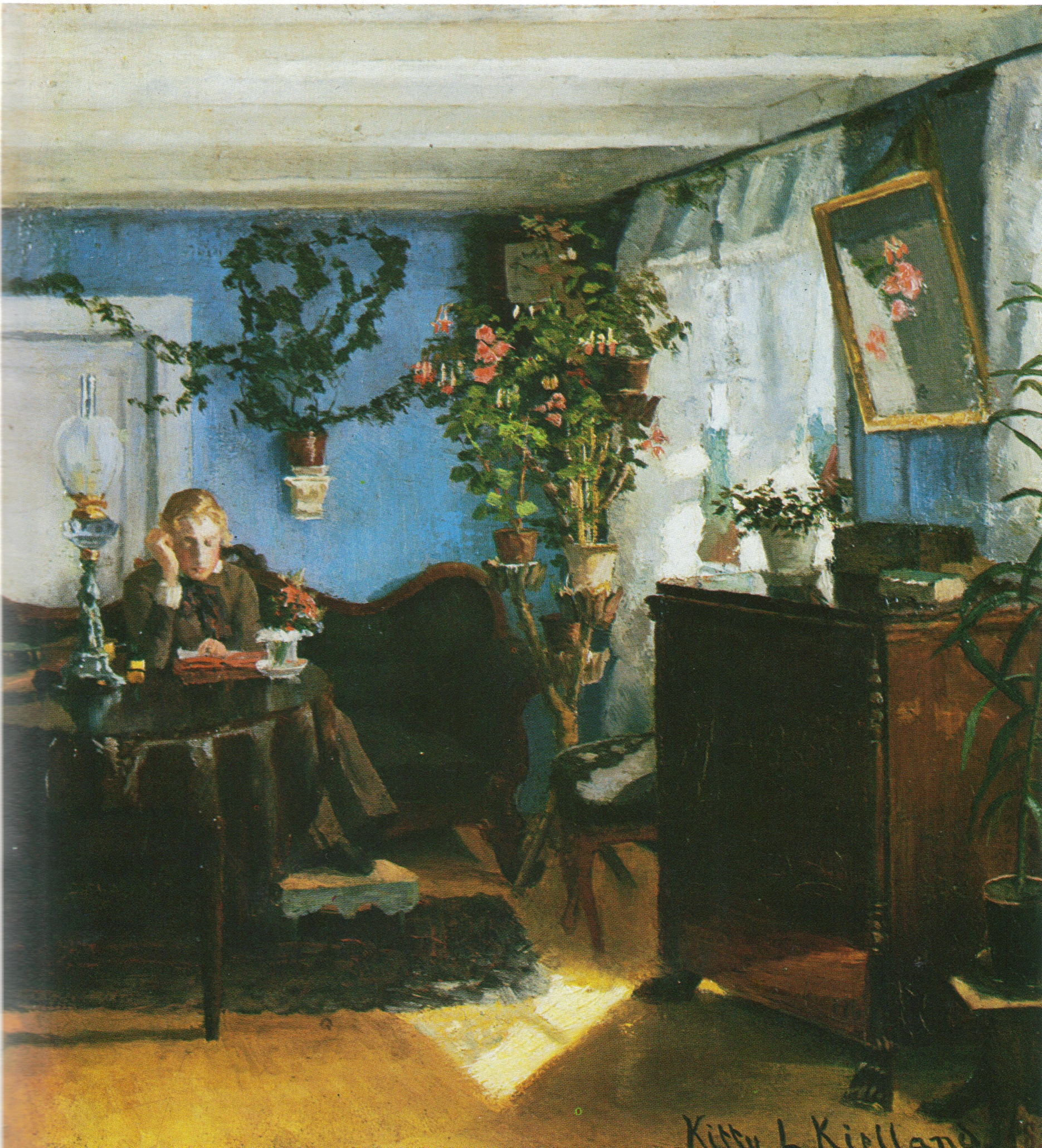
Kitty Kielland 1883,, Interieur bleu - Collection particulière
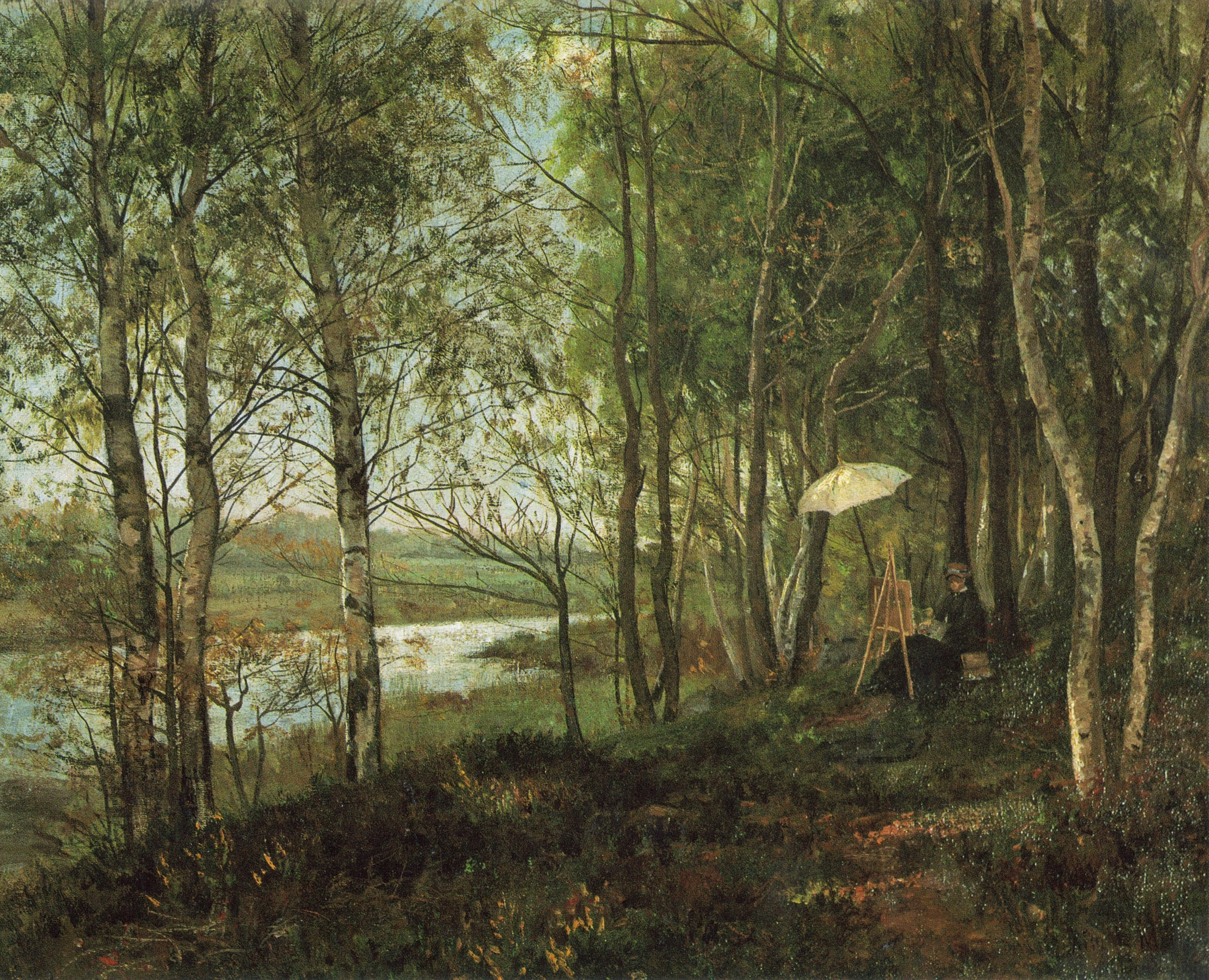
Landskap fra Cernay-la-Ville, vers 1885
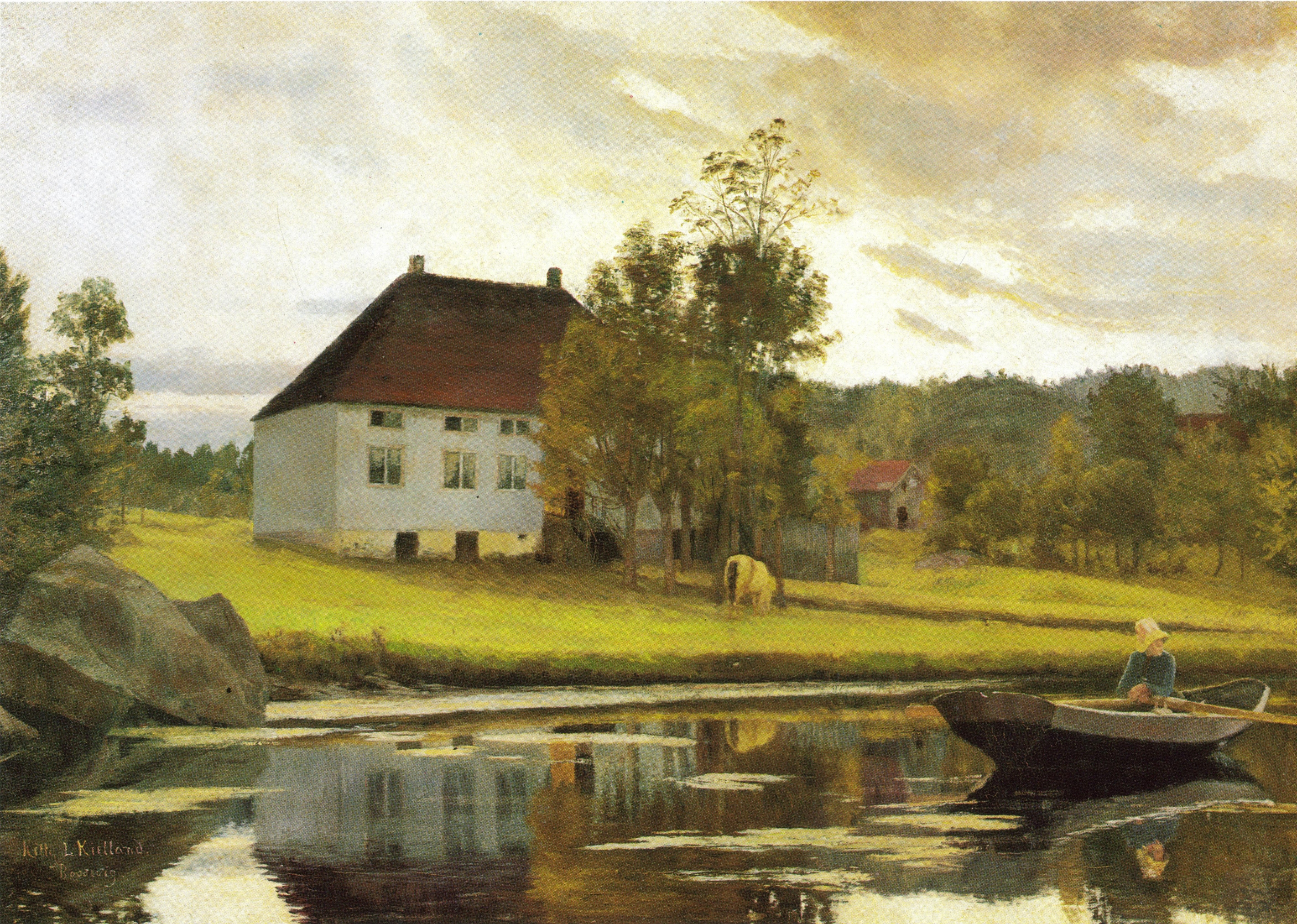
Efter solnedgang, version de 1885
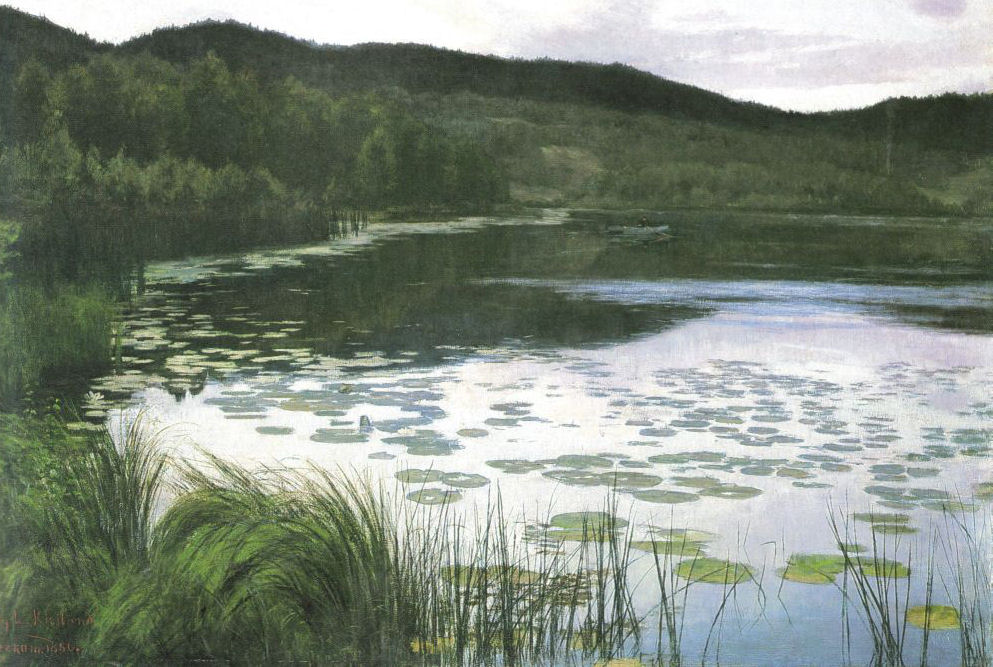
Sommernatt, 1886
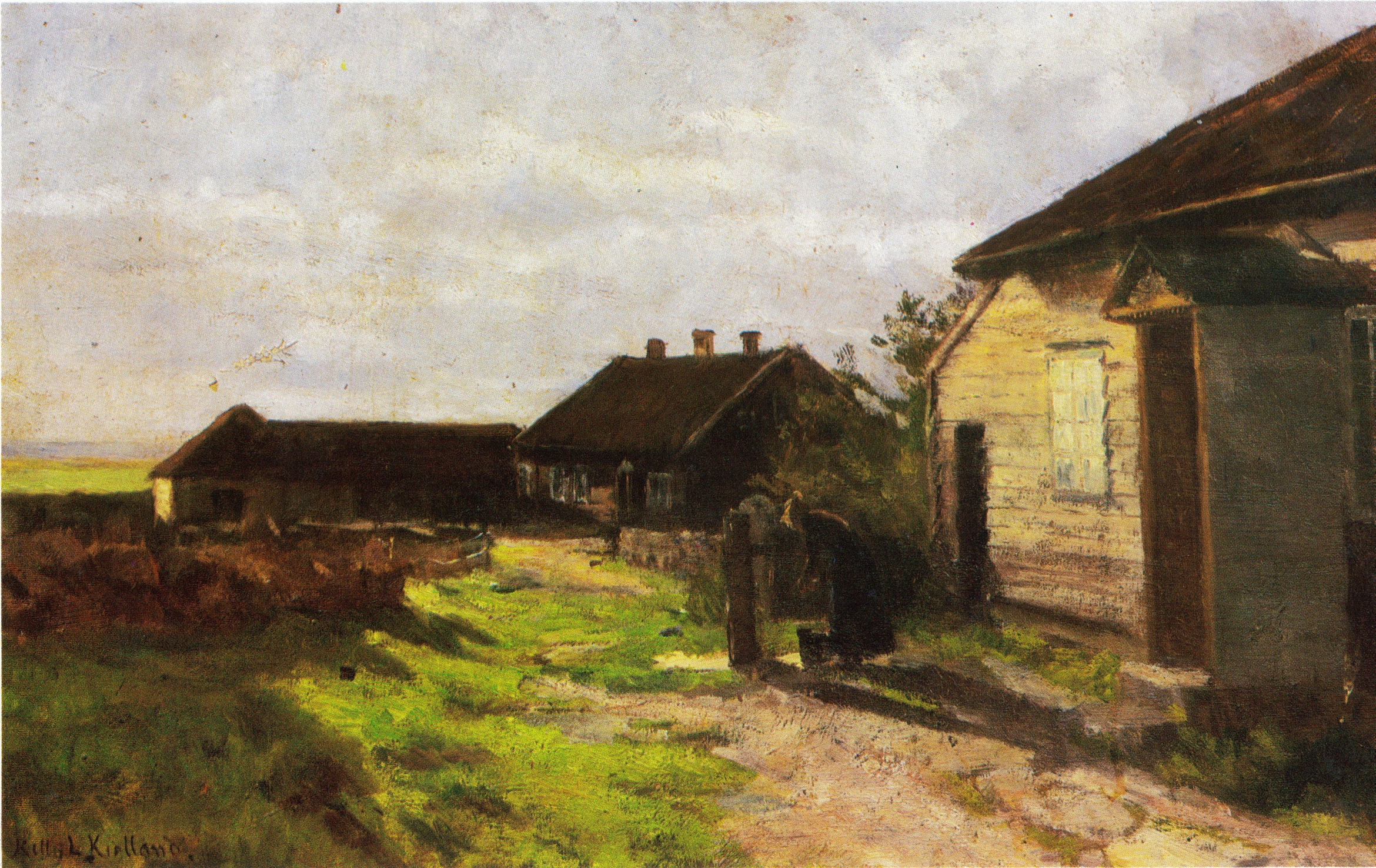
Tunet på Kvalbein, vers 1904